# Dubrava kod Šibenika
Dubrava kod Šibenika – wieś w Chorwacji, w żupanii szybenicko-knińskiej, w mieście Szybenik. W 2011 roku liczyła 1185 mieszkańców.